# Luciana Castellina
Luciana Castellina (ur. 9 sierpnia 1929 w Rzymie) – włoska polityk, dziennikarka, pisarka i działaczka komunistyczna, parlamentarzystka krajowa, posłanka do Parlamentu Europejskiego I, II, III i IV kadencji.

## Życiorys
Z wykształcenia prawniczka, absolwentka uniwersytetu La Sapienza. Pracowała jako dziennikarka. W 1949 wstąpiła w szeregi Włoskiej Partii Komunistycznej. Została usunięta z niej w 1969, kiedy to brała udział w założeniu kontestującego linię partii czasopisma „il manifesto”. Wielokrotna uczestniczka różnego rodzaju protestów komunistycznych, parokrotnie (od końca lat 40. do końca lat 60.) była zatrzymywana i tymczasowo aresztowana.
W pierwszej połowie lat 70. dołączyła do ugrupowania Partito di Unità Proletaria, wraz z nim w 1984 powróciła do partii komunistycznej. Kiedy ta została rozwiązana, w 1991 włączyła się w działalność Odrodzenia Komunistycznego. Od 1992 do 1994 pełniła funkcję redaktora naczelnego pisma „Liberazione”. W 1995 przeszła do nowego ugrupowania pod nazwą Comunisti Unitari, utworzonego przez rozłamowców wspierających rząd Lamberta Diniego.
W 1976 została wybrana do Izby Deputowanych VII kadencji. W 1979 uzyskała reelekcję na VIII kadencję, rezygnując w tym samym roku z mandatu. W 1983 wybrana na IX kadencję, w 1984 również złożyła mandat. Do niższej izby włoskiego parlamentu wybrana ponownie w 1992 na XI kadencję, ponownie też w tym samym roku zrzekła się mandatu. W pierwszych powszechnych wyborach europejskich w 1979 została eurodeputowaną I kadencji. Z powodzeniem ubiegała się o ponowny wybór w 1984, 1989 i 1994, zasiadając w PE nieprzerwanie do 1999. Pełniła w nim funkcję przewodniczącej Komisji ds. Kultury, Młodzieży, Edukacji i Środków Masowego Przekazu oraz Komisji ds. Stosunków Gospodarczych z Zagranicą.
Jest autorką publikacji książkowych m.in. Il cammino dei movimenti (2003), Cinquant'anni d'Europa. Una lettura antieroica (2007), Eurollywood (2009), La scoperta del mondo (2011, za którą otrzymała nominację do Nagrody Stregi), Siberiana (2012), Guardati dalla mia fame (2014).